# Хогг, Стюарт
Стюарт Уильям Хогг (англ. Stuart Willian Hogg; род. 24 июня 1992 в Мелрозе) — шотландский регбист, выступавший на позициях фулбэка, флай-хава и центра (центрового). Известен по играм за шотландский клуб «Глазго Уорриорз», английский «Эксетер Чифс» и сборную Шотландии. В 2013 году выступал в составе «Британских и ирландских львов» в турне по Австралии, а в 2017 году в их составе провёл серию матчей против Новой Зеландии. Игровую карьеру завершил в 2023 году.

## Ранние годы
Стюарт родился и вырос в регбийной семье. Его отец, Джон Хогг выступал за любительский «Хоик», с которым выигрывал Шотландскую Премьер-лигу, а старший брат Грэм играл за сборную Шотландии по регби-7, однако его спортивную карьеру прервал разрыв связок. В детстве Хогг мечтал стать профессиональным жокеем, но в средней школе начал заниматься сначала тэг-регби, а затем и полноразмерным вариантом этого вида спорта. В возрасте 17 лет Стюарт попал в автомобильную аварию, в которой потерял своего лучшего друга и партнёра по клубу Ричарда Уилкинсона, но сам остался практически невредимым. Трагедия сильно повлияла на молодого спортсмена, и позже он сделал на рёбрах татуировку с инициалами друга, а после каждой занесённой попытки складывает пальцы в букву W.

## Клубная карьера
Будучи игроком любительского «Хоика» Хогг попал в программу Шотландского регбийного союза Elite Development и в 2010 году подписал молодёжный контракт с «Глазго Уорриорз». Однако уже спустя полтора года регбист был награждён полноценным трёхлетним контрактом — руководство команды оценило быстрый игровой прогресс Стюарта, который показывал яркую игру как в Про12, так и в Кубке Хейнекен. В сезоне 2011/12 Хогг, который отметился в регулярной части сезона 5 попытками (в том числе хет-триком в матче против «Манстера» и заносом в еврокубковом матче с «Батом»), был назван лучшим молодым игроком и в клубе и чемпионате. Спустя несколько дней после награждения «Воины» встретились в полуфинале Про12 с «Ленстером» и Стюарт отметился ещё одним результативным действием, но этого для победы не хватило.
Впечатляющее выступление Хогга в сезоне 2012/13 обеспечило ему попадание в Команду года Про12. В середине мая «Уорриорз» вновь встретились с «Ленстером» в полуфинале плей-офф и вновь проиграли. Стюарт в том матче был назначен бьющим команды и на последних минутах матча не забил решающую реализацию, которая могла бы сравнять счёт; встреча закончилась со счётом 17:15 в пользу ирландского клуба. В следующем году регбист продолжил выступать на высоком уровне и стал одним из творцов очередного попадания «Глазго» в плей-офф. Клуб впервые в своей истории сыграл в гранд-финале турнира и проиграл, однако Хогг в матчах на вылет участия не принимал — главный тренер команды Грегор Таунсенд вывел спортсмена из состава на две решающие игры из-за переговоров Стюарта по контракту с «Ольстером».
В сезоне 2014/15 «Воины» вновь дошли до гранд-финала и на этот раз победили. Хогг, к тому моменту уладивший разногласия с клубом и подписавший новое трёхлетнее соглашение, провёл в турнире 12 матчей и занёс 5 попыток. Он выходил на поле в обоих главных матчах, а в полуфинале с «Ольстером» забил важный штрафной. В 2016 году Стюарт отказался от предложений из Франции (контракты предлагали «Бордо-Бегль», «Тулон» и «Тулуза») и продлил соглашение с «Воинами» до 2019 года, став самым высокооплачиваемым шотландским регбистом с годовым окладом в 375 тысяч фунтов.
В 2019 году он перешёл в английский клуб «Эксетер Чифс», с которым в сезоне 2019/2020 стал чемпионом Англии и выиграл Кубок европейских чемпионов по регби.
9 июля 2023 года Стюарт Хогг объявил о завершении игровой карьеры.

## Международная карьера

### Сборная Шотландии
Хогг играл во всех юношеских и молодёжных сборных Шотландии и региона Скоттиш-Бордерс. В 2009 году был признан лучшим игроком сборной U17. Будучи игроком «Глазго Уорриорз», он участвовал в чемпионате мира среди юниоров. За взрослую сборную дебютировал в феврале 2012 года в матче Кубка шести наций против сборной Уэльса, в котором вышел на замену вместо получившего травму Макса Эванса. 
Чуть позже в игре вторых сборных Шотландии и Англии Хогг отметился занесённой попыткой. Через две недели после игры Кубка шести наций против Уэльса он впервые вышел в стартовом составе на игру с французами и уже на седьмой минуте занёс первую попытку за «чертополохов». В следующем розыгрыше Кубка шести наций регбист продолжил удивлять — он приземлил уже две попытки. Одну англичанам, а другую итальянцам, причём во втором случае он сумел перехватить мяч неподалёку от своей зачётной зоны и пробежать с ним через всё поле.
В 2014 году Хогг выходил в стартовом составе во всех матчах сборной и занёс пять попыток — Франции в Кубке шести наций, а также США, Тонга и две Аргентине в тестовых встречах. Год был омрачён красной карточкой в игре против Уэльса — регбист опасно врезался в Дэна Биггара, который на момент контакта уже находился без мяча. Стюарт извинился перед валлийцем, судьёй, командой и болельщиками, но дисциплинарный комитет отстранил игрока на три недели, отметив что если бы не раскаяние спортсмена, то наказание было бы более суровым.
Успешным стал и следующий сезон. В Кубке шести наций Хогг сыграл все матчи и возглавил рейтинги турнира по нескольким показателям: метрам с мячом (442) и обыгранным защитникам (20); по другим он лишь немного уступил лучшим: подборам (63, второй результат после англичанина Билли Вуниполы) и оффлоудам (8, на один меньше чем у Джорджа Форда). Всё это, а также попытка в матче с валлийцами, обеспечило Хоггу попадание в шорт-лист номинантов на звание Лучшего игрока турнира. Вызов Стюарта на чемпионат мира был ожидаем. Хогг стал единственным регбистом турнира, который вышел в стартовом составе во всех матчах сборной. Заносами спортсмен не отметился, однако во встрече группового этапа с американцами забил дальний штрафной.
В следующем розыгрыше главного европейского турнира Хогг получил полное признание со стороны регбийного сообщества континента. Он победил в голосовании на звание Лучшего игрока с результатом в 30 % (около 21 тысячи проголосовавших), на 3 процента обогнав ближайшего преследователя Билли Вуниполу и на 19 занявшего третье место валлийца Джорджа Норта. Залогом успеха стала яркая игра в атаке — попытки в матчах с Францией и Ирландией, а также ассистирование своим партнёрам по сборной Джону Барклаю, Томми Сеймуру и Тиму Виссеру. В конце года Стюарт отметился дублем в тестовой встрече со сборной Грузии, где он вновь показал свою скорость и умение играть ногами.
2017 год Хогг начал не менее ярко. Дубль в противостоянии с ирландцами в Кубке шести наций позволил «чертополохам» впервые с 2013 года выиграть Столетний куэйч. В своём пятидесятом матче за сборную 12 февраля 2017 года Стюарт занёс свою очередную попытку, вновь огорчив французов. В той встрече он стал самым молодым шотландцем, когда-либо достигавшим полусотни матчей за национальную команду. По результатам турнира сборная Шотландии заняла четвёртое место, а Хогг, как и за год до этого получил титул Лучшего игрока, на 10% обогнав своего ближайшего преследователя ирландца Си-Джея Стендера. Стюарт стал вторым регбистом после Брайана О’Дрисколла кому удавалось стать лучшим два розыгрыша подряд.
В 2021 году Хогг стал рекордсменом сборной Шотландии по числу занесённых попыток, занеся 25-ю попытку в своей карьере за сборную в игре против Японии. Также он выводил сборную на матчи против Англии в 2021 и 2022 годах на Кубке шести наций, одержав в обоих случаях с ней победы.
В марте 2023 года Хогг сообщил в соцсетях, что окончательно завершит карьеру игрока после чемпионата мира. К тому моменту он сыграл свою 100-ю игру в составе сборной Шотландии, проведя матч против Ирландии. Однако уже 9 июля Хогг заявил, что вынужден завершить игровую карьеру, поскольку чувствует, что не сможет набрать соответствующую форму к чемпионату мира.
Попытки за сборную:

| №      | Соперник  | Город                | Стадион                       | Турнир            | Дата       | Итог      |
| ------ | --------- | -------------------- | ----------------------------- | ----------------- | ---------- | --------- |
| 1      | Франция   | Эдинбург, Шотландия  | «Мюррейфилд»                  | Кубок шести наций | 12.02.2012 | Поражение |
| 2      | Англия    | Лондон, Англия       | «Туикенем»                    | Кубок шести наций | 02.02.2013 | Поражение |
| 3      | Италия    | Эдинбург, Шотландия  | «Мюррейфилд»                  | Кубок шести наций | 09.02.2013 | Победа    |
| 4      | Франция   | Эдинбург, Шотландия  | «Мюррейфилд»                  | Кубок шести наций | 08.03.2014 | Поражение |
| 5      | США       | Хьюстон, США         | «Би-би-ви-эй Компасс Стэдиум» | Тестовый матч     | 07.06.2014 | Победа    |
| 6      | Аргентина | Кордова, Аргентина   | «Марио Кемпес»                | Тестовый матч     | 20.07.2014 | Победа    |
| 7      | Аргентина | Эдинбург, Шотландия  | «Мюррейфилд»                  | Тестовый матч     | 08.11.2014 | Победа    |
| 8      | Тонга     | Килмарнок, Шотландия | «Рагби Парк»                  | Тестовый матч     | 22.11.2014 | Победа    |
| 9      | Уэльс     | Эдинбург, Шотландия  | «Мюррейфилд»                  | Кубок шести наций | 15.02.2015 | Поражение |
| 10     | Франция   | Эдинбург, Шотландия  | «Мюррейфилд»                  | Кубок шести наций | 13.03.2016 | Победа    |
| 11     | Ирландия  | Дублин, Ирландия     | «Авива»                       | Кубок шести наций | 19.03.2016 | Поражение |
| 12, 13 | Грузия    | Килмарнок, Шотландия | «Рагби Парк»                  | Тестовый матч     | 26.11.2016 | Победа    |
| 14, 15 | Ирландия  | Эдинбург, Шотландия  | «Мюррейфилд»                  | Кубок шести наций | 04.02.2017 | Победа    |
| 16     | Франция   | Сен-Дени, Франция    | «Стад де Франс»               | Кубок шести наций | 12.02.2017 | Поражение |

### Британские и ирландские львы
В 2013 году Стюарт Хогг был вызван Уорреном Гэтлендом в состав «Британских и ирландских львов» в их турне по Австралии. Регбист стал самым молодым игроком и одним из лишь четверых шотландцев в составе. Главный тренер «Львов» не выпустил Хогга в тестовых встречах против сборной Австралии. Тем не менее, Стюарт провёл за сборную Британских островов пять матчей (с «Барбарианс», «Квинсленд Редс», комбинированной сборной Нового Южного Уэльса и Квинсленда, «Брамбиз» и «Мельбурн Ребелс»), в которых отметился попыткой и шестью точными реализациями.
В 2017 году Хогг снова получил вызов в одну из самых известных сборных мира, которая на этот раз отправилась в Новую Зеландию. Стюарт был одним из лишь двух шотландцев, попавших в первоначальный состав «Львов», вторым был Томми Сеймур. Второе турне для игрока не сложилось — в матче против «Крусейдерс» он покинул поле из-за травмы, после того как в случайном столкновении с партнёром по сборной Конором Мюрреем получил сильный удар локтем в лицо. Через два дня медицинский штаб вынес неутешительный вердикт. Хогг получил трещину в скуловой кости и был вынужден пропустить все оставшиеся матчи.
В 2021 году Хогг принял участие в турне «Львов» по ЮАР и вышел в стартовом составе в двух тестовых матчах против «спрингбоков».

## Жизнь вне регби

### Семья
Стюарт Хогг вместе со своей женой Джиллиан и сыном Арчи живёт в Хоике. Пара поженилась в августе 2016 года. После дебюта Хогга за сборную Шотландии в 2012 году стало известно о его дальнем родстве с легендарным североирландским футболистом Джорджем Бестом.

### Общественная деятельность
Стюарт поддерживает семью своего погибшего друга Ричарда Уилкинсона. В 2015 году он присоединился к кампании полиции Шотландии, направленной на привлечение внимания к проблеме опасной езды.

### В поп-культуре
Хогг упомянут в проекте Джоан Роулинг Pottermore. В небольшой статье писательница, являющаяся поклонницей сборной Шотландии по регби, назвала Стюарта и его партнёров по сборной Келли Брауна и Джима Хэмилтона сквибами, которые притворяются маглами. После завершения Кубка шести наций 2016 года Роулинг уточнила в своём Твиттере, что Хогг — волшебник, а не сквиб.